# Хоксуорт, Джон (генерал)
Сэр Джон Лидли Инглис Хоксуорт (Хоксворт) (англ. John Hawkesworth; 19 февраля 1893 — 3 июня 1945, Гибралтар) — британский военный деятель, генерал-лейтенант.

## Биография
Образование получил в Куинз-колледже Оксфордского университета.
В января 1914 года вступил в подразделение территориальных сил Британской армии. С августа того же года участвовал в Первой мировой войне. Сражался офицером на Западном фронте. Был трижды ранен, закончил войну в чине капитана.
В межвоенный период занимал различные младшие полковые и штабные должности. В 1927—1928 годах обучался в военном колледже в Кемберли.
В 1936 году — инструктор штабного колледжа в Кемберли.
Во время Арабского восстания (1936—1939) в чине подполковника командовал 2-м батальоном Восточного Йоркширского полка в Палестине.
После начала Второй мировой войны в сентябре 1939 года назначен командиром 12-й пехотной бригады в составе Британских экспедиционных сил во Франции. После эвакуации британских войск из Дюнкерка в 1940 году занял пост директора боевой подготовки Военного министерства Великобритании.
В 1942—1943 годах — командир 4-й дивизии в Северной Африке. В 1943—1944 годах командовал 46-й дивизии во время высадки и на протяжении большей части итальянской кампании.
В 1944—1945 годах — командир X корпуса, во главе которого участвовал в боях в Италии и Греции.
В июне 1945 года умер от сердечного приступа в Гибралтаре.

## Награды
- Орден Бани
- Орден Британской империи
- Орден «За выдающиеся заслуги»
- Звезда 1914—15
- Британская военная медаль
- Медаль Победы
- Африканская звезда
- Орден Звезды Италии
- Орден «Легион почёта»
- Военный крест (Франция)
- Военный крест 1914—1915 (Бельгия)
- Медаль за победу в Первой мировой войне (США)